# Untangle
Untangle – amerykańskie oprogramowanie i sprzęt do filtracji sieci oparte na przyjaznym graficznym interfejsie.
Oprogramowanie Untangle oparte na Debianie występuje w odmianie:
- Lite - licencja GPL, darmowa do użytku komercyjnego,
- Standard/Premium - licencja płatna, z dodatkami.

Filtr rodzinny w obu odmianach opiera się na filtracji URL. Brak w nim działającej w czasie rzeczywistym wagowej filtracji zwrotów, jaką zapewnia np. DansGuardian. Producent nie jest zainteresowany jej wprowadzeniem.
Interfejs programu jest w języku angielskim.